# 徹夜祷
徹夜祷（てつやとう）とは、正教会の奉神礼：晩祷のうち、大晩課と早課と一時課を組み合わせた形式を持つ公祈祷である。現在ではスラヴ系正教会で一般的な形式であるが、ギリシャ系正教会では行われない。これはスラヴ系正教会とギリシャ系正教会がそれぞれの奉神礼伝統の基盤とした修道院が、異なる系統の伝統を保持していたことに由来する（かつて中世にはギリシャ系正教会でも行われた時代があったが、すぐに廃れた）。主日（日曜日）の前晩（土曜日の晩）、祭日の前晩に行われる。日本ハリストス正教会はスラヴ系の伝統を承継しており、徹夜祷を行っている。

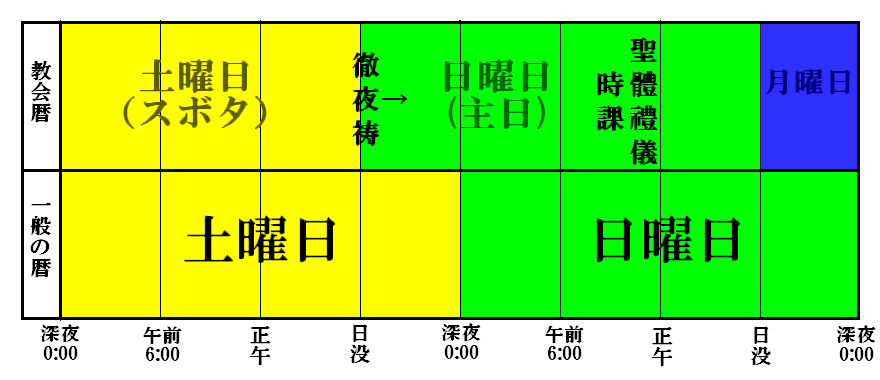
主日における、徹夜祷と聖体礼儀が行われる時間帯を示す図。教会暦の一日は日没から始まり日没に終わる。個々の教会ごとに、行われる時刻に多少のばらつきがある。

- ロシア語：Всенощное бдение
- 英語：All-night vigil

永眠者のために行われる奉神礼であるパニヒダの語源は「徹夜の祈り」という意味であり、これを「徹夜祷」と誤まって呼ぶ事例が散見されるが、正教会ではパニヒダを徹夜祷とは呼ばない。

## 概要

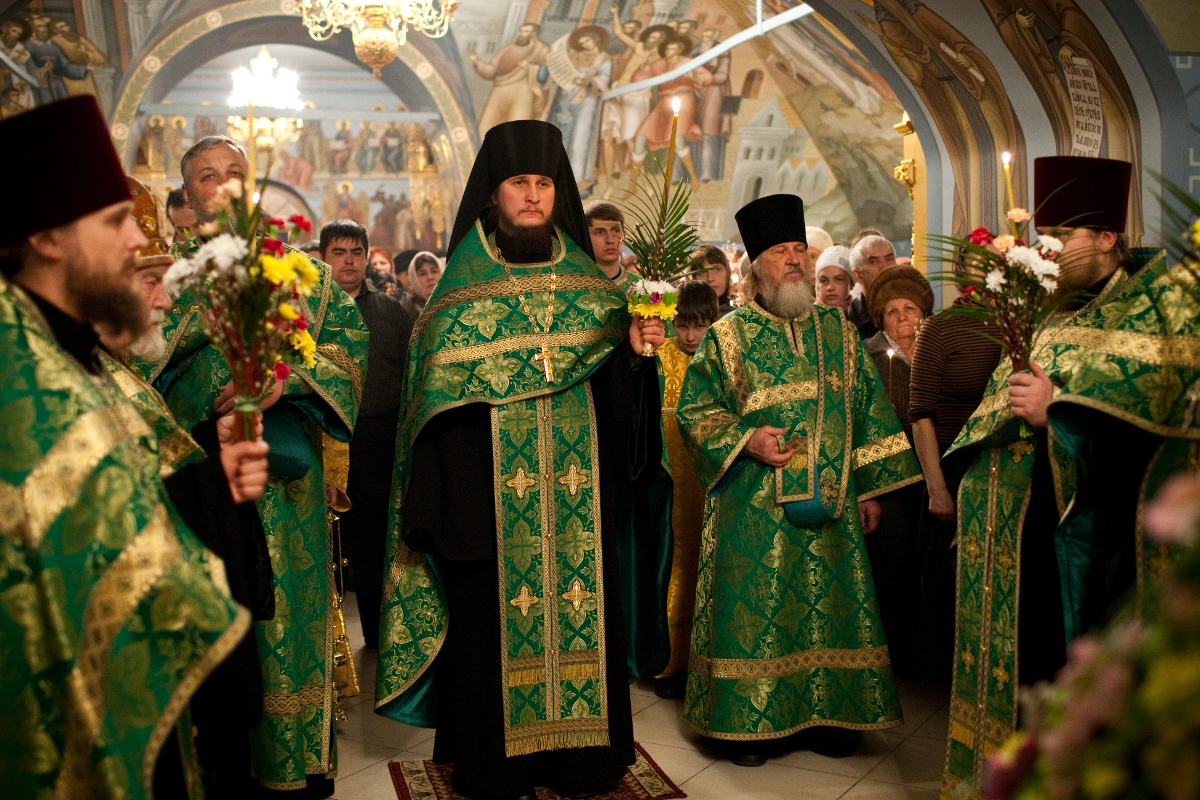
花を持って聖枝祭の徹夜祷にあたる正教会の神品達。司祭達はフェロンとエピタラヒリを着用し、輔祭はステハリとオラリを着用している。修道司祭はクロブークをかぶり、妻帯司祭はカミラフカをかぶっている。左手奥側にはミトラをかぶった司祭が居る。

「徹夜祷」という名ではあるが、修道院外の街の教会（一般信徒が参加する教会）ではまず実際に徹夜で行われることは無い。所要時間はどの程度省略を行うかによって千差万別であるが、街の教会では1時間半から3時間半であることが一般的であり、大体17時か18時に開始され、20時前後に終えられることが多い。
省略を行わずに徹夜祷を行う場合、6時間ほどの時間がかかる場合もある。
徹夜祷は聖体礼儀を準備する盛儀として位置付けられる。スラヴ系の修道院では主日（日曜日）や大祭の前晩に行われるものであり、日常的に行われているものではない。ただし街の教会では主日や主要な祭日（十二大祭など）のみに聖体礼儀を行うことから、結果として、通常の晩課よりも徹夜祷の方が年間を通じて多く行われることが一般的である。
様々な作曲家がこの徹夜祷に作曲を行っている。特にセルゲイ・ラフマニノフのものがよく知られている。ただしこれら作曲家による作品が用いられることは、一般の街の教会ではあまり多く無く、大聖堂などの大規模な聖歌隊を備えた教会にほとんど限られている。

## 「晩祷」との語義の違い
日本ではラフマニノフによる徹夜祷作曲作品を呼称する際にもみられるように、一般に徹夜祷のことを晩祷と呼ぶことがある。これは誤りではない。晩祷は晩の奉神礼の総称であり、徹夜祷も含まれる。「晩祷」の語は徹夜祷より広義のものと言える。
より精確さを期すのであれば「徹夜祷」の呼称を用いるべきだが、正教会の晩の祈りは徹夜祷だけではないので、判別が難しい場合には「晩祷」の語を用いるのが無難である。
正教会において、降誕祭（クリスマス）の前晩（クリスマス・イヴ）に行われるのは狭義の徹夜祷ではなく、「晩堂大課・早課・一時課」の組み合わせの晩祷である。

## 「前晩の祈り」の位置づけ
徹夜祷が主日、祭日の前晩に行われるのは、教会暦は日没を一日の区切りであり始まりと捉えていることに由来する。従って教会暦において奉神礼は「晩課・晩堂課・夜半課・早課・一時課・三時課・六時課・九時課」の順に行われることにも表れているように、日没後の晩課は精確に言えば「前日の晩」の祈りというよりは「当日の晩の祈り」とも言うべき存在である。クリスマス・イヴがクリスマスの前晩に位置しているのも、このような教会暦の習慣に由る。

## 正教会の徹夜祷（晩祷）の全曲を作曲した（している）作曲家
- ピョートル・チャイコフスキー（Пётр Ильич Чайковский, 1840 - 1893)
- アレクサンドル・アルハンゲルスキー（Александр Андреевич Арха́нгельский, 1846 - 1924)
- ミハイル・イッポリトフ＝イワノフ（Михаил Михайлович Ипполи́тов-Ива́нов, 1859年11月19日 - 1935年1月28日）
- セルゲイ・ラフマニノフ（Сергей Васильевич Рахманинов, 1873年4月1日（当時ロシアで用いられていたユリウス暦では3月20日） - 1943年3月28日）
- パーヴェル・チェスノコフ（Павел Григорьевич Чесноков, 1877年 - 1944年）
- アレクサンドル・グレチャニノフ（Александр Тихонович Гречанинов, 1864年10月25日 モスクワ - 1956年1月3日 ニューヨーク）
- イラリオン・アルフェエフ府主教（Епи́скоп Иларио́н Алфе́ев） - (1966年7月24日 モスクワ - )《ロシア正教会》